# 213a Brigada Mixta (Exèrcit Popular de la República)
La 213a Brigada Mixta va ser una unitat de l'Exèrcit Popular de la República creada durant la Guerra Civil Espanyola. Al llarg de la contesa va estar desplegada als fronts de Terol, Segre i Catalunya.

## Historial
La unitat va ser creada el 24 d'agost de 1937, a la província de Ciudad Real, a partir de reclutes procedents de les lleves de 1930, 1937 i 1938. La fase d'organització va tenir lloc a Membrilla. El comandament va recaure en el comandant de la infanteria Ángel Ramírez Rull. No obstant això, a causa de problemes tant materials com de recursos humans, la instrucció es va retardar fins a novembre de 1937. Va quedar integrada en la 66a Divisió del XX Cos d'Exèrcit.
A la fi d'any la brigada va ser enviada al costat de la resta de la divisió al front de Terol. L'1 de gener de 1938 va tenir la seva primera actuació en combat durant la batalla de Terol. Amb posterioritat la unitat va quedar situada més al nord, al sector del riu Alfambra. Durant la posterior batalla de l'Alfambra la 213a BM va tenir un mal acompliment, i no va ser capaç d'afrontar l'ofensiva enemiga contra el front republicà. Va haver de retirar-se, sofrint a més considerables baixes.
Després del començament de l'ofensiva franquista a Aragó la 213a BM va ser enviada com a reforç. No obstant això, va quedar separada de la seva divisió a l'altre costat del riu Ebre. A l'abril seria agregada a la 72a Divisió, que en aquell moment es trobava en fase de reconstrucció. Al maig va arribar a intervenir en l'ofensiva de Balaguer, assaltant les posicions franquistes de l'Ermita de Pedrís —que estaven defensades per un batalló del regiment d'infanteria «Palma»—; l'atac no va prosperar, com tampoc el farien temptatives posteriors. Durant els següents mesos la 213a BM va romandre en primera línia, inactiva i sense intervenir en operacions militars de rellevància. Tanmateix, al començament de novembre es va traslladar a la zona de Butsenit-Ventoses-Sarroca; va prendre part en l'assalt al front de pont de Seròs, en suport de la 34a Divisió.
No es té constància sobre la seva participació en la campanya de Catalunya.

## Comandaments
Comandants
- comandant d'infanteria Ángel Ramírez Rull;[2]

Comissaris
- Ramón Estarelles Úbeda, del PCE/JSU;[9]

Caps d'Estat Major
- capità d'infanteria Antonio Rey Cascales;
- capità de milícies Luis Vilches Ramírez;
- Capità de milícies Zoilo Ramón Moratalla Muñoz-Quirós